# Ahmet Ferit Tek

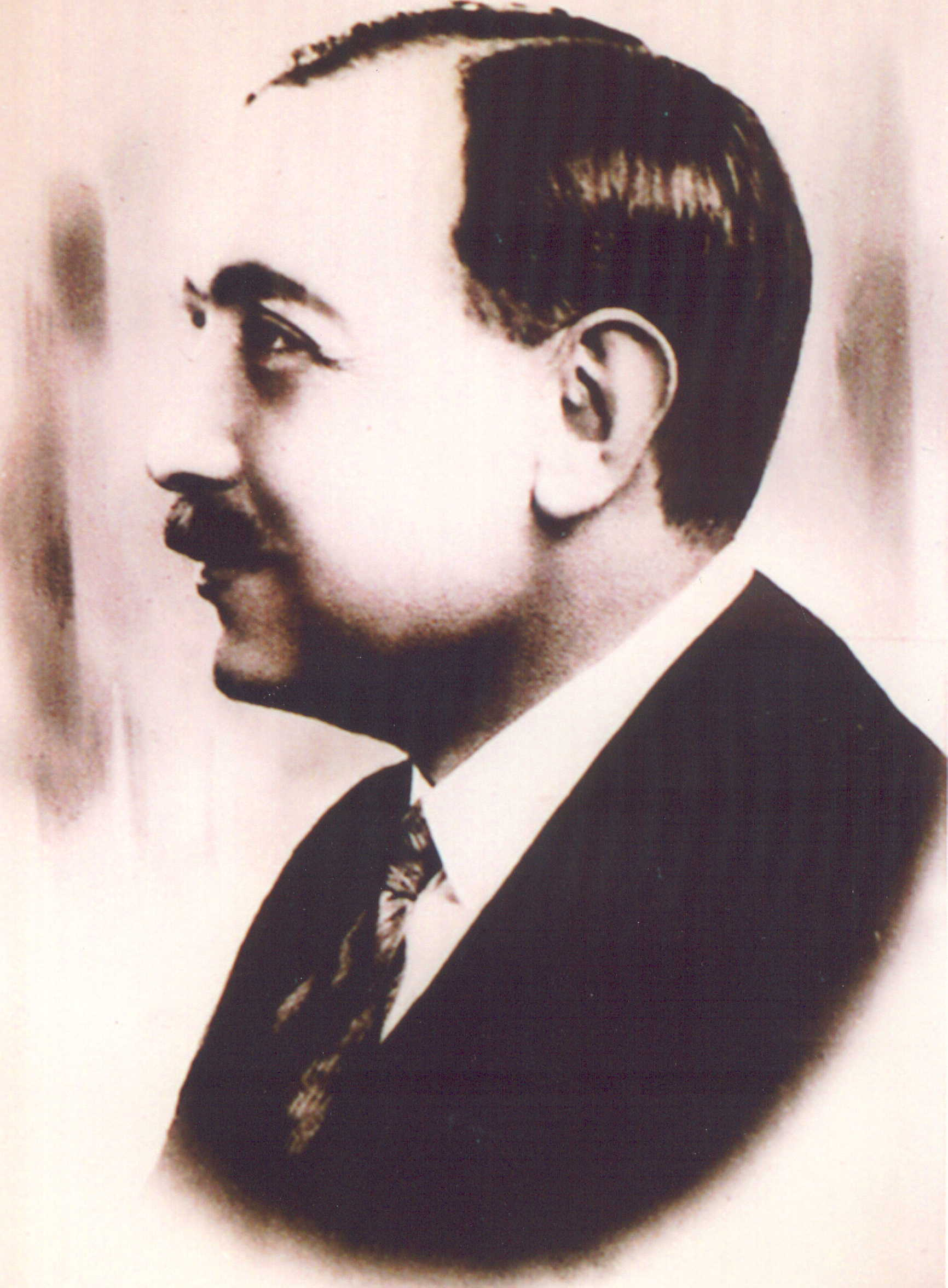
Ahmet Ferit Bey (Tek)

Ahmet Ferit Tek (* 7. März 1878 in Bursa; † 25. November 1971 in Istanbul) war ein türkischer Politiker, Diplomat und Denker im Osmanischen Reich und der späteren Republik Türkei.

## Familie und Schulausbildung
Obwohl Tek in Bursa auf die Welt kam, stammte seine Familie aus Istanbul. Sein Vater Mustafa Reşit Bey war Finanzbuchhalter. Tek fing seine Schulausbildung in der Darü’l-Feyz Schule an. Danach besuchte er die Hauptschule Gülhâne in Istanbul. Anschließend schrieb er sich in das Militärgymnasium Kuleli ebenfalls in Istanbul ein. 1896 absolvierte Tek die Militärakademie Harbiye als Fähnrich. Danach studierte Tek ein Jahr lang in der Generalstabsklasse.
In den Jahren 1897 und 1898 kam es zu Untersuchungen gegen Anhänger der konstitutionellen Monarchie (Jungtürken) unter den Schülern, dabei wurde Tek festgenommen, da er versucht hatte, seinen Mitschüler und Freund Yusuf Akçura zu decken. Er wurde für 102 Tage in der Steinkaserne (Taşkışla) festgehalten. Am 8. September 1897 wurden Tek und andere mit der Fähre Şeref nach Fessan in Verbannung geschickt. Erstes Ziel der Überfahrt war Tripolis. Da man für die Fahrtkosten der Verbannten nicht aufgekommen war, musste diese ein Jahr lang in Tripolis in einem Gefängnis absitzen. 1897 wurde Tek amnestiert und sein militärischer Rang wurde ihm zurückgegeben. Er arbeitete danach im Generalstab der Tripolis-Division. Während dieser Zeit lernte Tek seine zukünftige Frau Müfide Ferit Hanım kennen. Zusammen mit Yusuf Akçura floh Tek im Jahre 1900 mit einem Boot nach Tunis und von dort aus nach Paris. In Paris beteiligte sich Tek am politischen Exilleben anderer Jungtürken und besuchte gleichzeitig die École libre des sciences politiques, die er am 29. Juni 1903 als siebt bester und mit einem Ehrenpreis absolvierte.
Während seines Studiums in Paris beteiligte er sich am ersten Kongress der Jungtürken, der am 4. Februar 1902 stattfand. Münfide Ferit kam nach Paris und besuchte das Versailles-Gymnasium. 1907 heiratete sie Tek. 1914 bekamen sie ihr erstes Kind, ihre Tochter Emel Esin.

## Politisches Wirken
Da Tek nicht in die Türkei zurückkehren konnte, ließ er sich in Ägypten nieder und schrieb in Kairo für eine türkische Zeitung. Als die Zweite osmanische Verfassungsperiode verkündet wurde, konnte Tek nach Istanbul zurückkehren. Er schrieb für die Zeitung Şurayı Ümmet. Seinen ersten Lehrauftrag erhielt er als Professor an der Universität für Verwaltungswissenschaften (Mektebi Mülkiye), dort unterrichtete er das Fach Politikgeschichte des 18. Jahrhunderts. Tek blieb in dieser Position, bis er durch die Jungtürken aus Istanbul gebracht wurde.
Nachdem der Abgeordnete zum osmanischen Parlament, Saffet Pascha, sein Amt niedergelegt hatte, wurde Tek am 18. November 1909 als Abgeordneter der Provinz Kütahya in das Parlament gewählt. Nachdem er die Partei für Einheit und Fortschritt offen kritisiert hatte, wurde Tek aus der Partei ausgeschlossen. Bei den Parlamentswahlen von 1912 wurde er nicht wiedergewählt.
Ahmet Ferit Bey gründete mit Yusuf Akçura, Müderris Zühdü Bey, Mehmed Ali und Cami Bey am 5. Juli die Nationale Konstitutionspartei Millî Meşrutiyet Fırkası. Aus dem Parteiprogramm: „Die Türken kämpften jahrhundertelang an den Grenzen des Imperiums und vernachlässigte so ihre eigenen Provinzen. Anatolien, das Herz der türkischen Provinzen ist verkommen. Die Stunde, da die Türken ihr eigenes nationales Schicksal bedenken müssen, ist gekommen.“ Am 22. September 1912 brachte die Partei ihr eigenes Medienorgan, die Zeitung İfham raus. Außerdem veröffentlichte sie eine Buchserie unter dem Namen „İfham-Bibliothek“. Der Inhalt der Zeitung war durch turanistische und islamische Solidarität bestimmt. Dabei war die Vorrangigkeit der Nation und des Nationalismus vor allen anderen politischen Ideologien zentral.
Während der Balkankriege war Ahmet Ferit als Hauptmann in der Hauptkommandantur von Çatalca bis zur Unterzeichnung des Londoner Vertrages im Jahre 1913 tätig. Nach Kriegsende arbeitete er wieder in der Parteizeitung. Die Zeitung wurde aufgrund einer Nachricht über das Attentat an Mahmud Şevket Pascha am 13. Juni 1913 geschlossen.
1918 wurde Ahmet Ferit wurde zum Generalkonsul nach Kiew beordert. Als ein Jahr später das Land von Bolschewisten überfallen wurde, kehrte er nach Istanbul zurück. Für eine kurze Zeit war Ahmet Ferit Infrastrukturminister im Kabinett von Damad Ferid Pascha. Er gründete mit seinen Parteigenossen der Millî Meşrutiyet Fırkası eine neue politische Partei unter dem Namen Millî Türk Fırkası (dt.: Nationale türkische Partei). Ferit wurde als Abgeordneter der Provinz Kütahya in das letzte osmanische Parlament vom 12. Januar 1920 gewählt. Nachdem das Parlament durch die alliierten Besatzungsmächte aufgelöst worden war, ging Ahmet Ferit nach Ankara, um sich dem nationalen Widerstand unter der Führung von Mustafa Kemal Pascha anzuschließen.
Am 30. Mai 1920 wurde Tek Abgeordneter des Parlaments in Ankara. Er wurde Finanzminister, hielt sich jedoch aufgrund von Auseinandersetzungen während der Budgetgespräche nicht lange in dieser Position und trat mit den anderen Ministern am 16. Mai 1921 zurück. Am 26. November 1921 wurde er zum Vertreter des Ministerrates für Paris gewählt. Tek beteiligte sich als Diplomat an den Friedensgesprächen von Lausanne.
Tek war im ersten Kabinett der Republik Türkei (Kabinett İnönü I. vom 30. November 1923) Innenminister. Auch im zweiten Kabinett blieb er in dieser Position. Während seiner Amtszeit arbeitete er das erste Dorfgesetz der Republik aus. Damit sollte die Zahl der Übergriffe von Räubern und Freischärlern, die zur damaligen Zeit in Anatolien oft vorkamen, verringert werden. Tek arbeitete auch die Liste der Persona non grata aus, in der die Ausweisung der Sultansfamilie und deren Anhänger (150 Personen) beschlossen wurde.
Am 6. Mai 1925 wurde Tek als Botschafter der Republik Türkei nach London beordert. Er blieb für sieben Jahre in dieser Position, bis er 1932 als Botschafter nach Warschau beordert wurde. Auch diese Position bekleidete Tek sieben Jahre lang. 1934 nahm er nach der Einführung der Familiennamen in der Türkei den Namen Tek an. 1939 arbeitete er im Außenministerium in Ankara. Tek wurde ein letztes Mal am 5. Dezember 1939 zum Botschafter in Tokio ernannt. 1943 wurde er pensioniert.
Ahmet Ferit Tek sprach Französisch und Englisch.

## Auszeichnungen
- Türkei: Unabhängigkeitsmedaille
- Polen: Orden vom Weißen Adler